# Première circonscription de la Polynésie française
La première circonscription de la Polynésie française est l'une des trois circonscriptions législatives que compte la Polynésie française, collectivité d'outre-mer (code 987) actuellement régie par la loi organique n° 2004-192 du 27 février 2004.
Depuis le 29 juin 2024, elle est représentée à l'Assemblée nationale par Moerani Frébault, député élu en 2024 sous l'étiquette Tapura huiraatira et dans le cadre de la coalition Amui Tatou. Il siège actuellement au sein du groupe Ensemble pour la République.

## Description géographique et démographique
La première circonscription de la Polynésie française était délimitée par le découpage électoral de la loi no 86-1197 du 24 novembre 1986, elle regroupait les divisions administratives suivantes : communes de Bora-Bora, Faaa, Huahine, Maupiti, Moorea-Maiao, Paea, Papeete, Punaauia, Raivavae, Rapa, Rimatara, Rurutu, Tahaa, Taputapuatea, Tubuai, Tumaraa et Uturoa.
Selon le recensement de 2007 effectué par l'INSEE en 2007, la population de la première circonscription de la Polynésie française était de 149 377 habitants.
Depuis 2012, les communes de Paea, Raivavae, Rapa, Rimatara, Rurutu et Tubuai font désormais partie la deuxième circonscription de la Polynésie française, tandis que les communes de Faaa et celles des îles Sous-le-Vent (Bora-Bora, Huahine, Maupiti, Punaauia, Tahaa, Taputapuatea, Tumaraa et Uturoa) font désormais partie de la nouvellement créée troisième circonscription de la Polynésie française (loi du 21 janvier 2010, modifiée par la loi du 7 décembre 2010), seules deux communes (Moorea-Maiao et Papeete) restant dans la nouvelle 1re circonscription réaménagée avec les autres archipels à l'Est de la Polynésie française.
La nouvelle 1re circonscription comprend depuis 2012 les communes de : Anaa, Arue, Arutua, Fakarava, Fangatau, Fatu-Hiva, Gambier, Hao, Hikueru, Hiva-Oa, Makemo, Manihi, Moorea-Maiao, Napuka, Nuku-Hiva, Nukutavake, Papeete, Pirae, Pukapuka, Rangiroa, Reao, Tahuata, Takaroa, Tatakoto, Tureia, Ua-Huka, Ua-Pou.

## Historique des députations
| Législature | Début de mandat | Fin de mandat  | Député               | Parti politique           | Observations                                                                           |
| ----------- | --------------- | -------------- | -------------------- | ------------------------- | -------------------------------------------------------------------------------------- |
| IXe         | 23 juin 1988    | 1er avril 1993 | Alexandre Léontieff, | Non inscrit,              |                                                                                        |
| Xe          | 2 avril 1993    | 21 avril 1997  | Jean Juventin        | RPR                       | Mandat écourté à la suite d'une dissolution parlementaire décidée par Jacques Chirac.  |
| XIe         | 12 juin 1997    | 18 juin 2002   | Michel Buillard      | RPR                       |                                                                                        |
| XIIe        | 19 juin 2002    | 19 juin 2007   | Michel Buillard,     | UMP,                      |                                                                                        |
| XIIIe       | 20 juin 2007    | 19 juin 2012   | Michel Buillard,     | UMP,                      |                                                                                        |
| XIVe        | 20 juin 2012    | 20 juin 2017   | Édouard Fritch,      | Tahoeraa / UDI,           | Démissionnaire le 23 avril 2014.                                                       |
| XVe         | 21 juin 2017    | 21 juin 2022   | Maina Sage           | Tapura huiraatira / UDI   |                                                                                        |
| XVIe        | 22 juin 2022    | 9 juin 2024    | Tematai Le Gayic     | Tavini huiraatira (NUPES) | Mandat écourté à la suite d'une dissolution parlementaire décidée par Emmanuel Macron. |
| XVIIe       | 8 juillet 2024  | En cours       | Moerani Frébault     | Tapura huiraatira         |                                                                                        |

## Historique des élections

### Élections de 1978
|                | Jean Juventin élu              | UDF (Here ai'a)          | 16 046 | 52,39  |  |  |  |
|                | Éric Lequerré                  | RPR                      | 6 872  | 22,44  |  |  |  |
|                | Arthur Chung                   | Divers droite (Taatiraa) | 2 560  | 8,36   |  |  |  |
|                | Henri Hiro                     | PS                       | 2 381  | 7,77   |  |  |  |
|                | Charles Ching                  | Divers gauche            | 1 714  | 5,60   |  |  |  |
|                | Marcel Tairapa                 | Divers gauche            | 665    | 2,17   |  |  |  |
|                | Jean-Baptiste Céran-Jérusalémy | Divers gauche            | 389    | 1,27   |  |  |  |
|                |                                |                          |        |        |  |  |  |
| Inscrits       | Inscrits                       | Inscrits                 | 46 827 | 100,00 |  |  |  |
| Abstentions    |                                |                          |        |        |  |  |  |
| Votants        |                                |                          |        |        |  |  |  |
| Blancs et nuls |                                |                          |        |        |  |  |  |
| Exprimés       | Exprimés                       | Exprimés                 | 30 627 |        |  |  |  |

Le suppléant de Jean Juventin était John Teariki, ancien député.

### Élections de 1981
| Candidat       | Candidat                       | Parti                    | Premier tour | Premier tour | Second tour | Second tour |  |
| Candidat       | Candidat                       | Parti                    | Voix         | %            | Voix        | %           |  |
| -------------- | ------------------------------ | ------------------------ | ------------ | ------------ | ----------- | ----------- |  |
|                | Jean Juventin sortant réélu    | UDF (Here ai'a)          | 8 361        | 28,14        | 15 415      | 51,46       |  |
|                | Alexandre Léontieff            | RPR (Tahoeraa)           | 7 480        | 25,18        | 14 538      | 48,54       |  |
|                | Émile Vernaudon                | Divers droite            | 4 814        | 16,20        |             |             |  |
|                | Peni Atger                     | Ia mana                  | 4 354        | 14,65        |             |             |  |
|                | Arthur Chung                   | Divers droite (Taatiraa) | 1 822        | 6,13         |             |             |  |
|                | Maco Tevane                    | Divers gauche (MSDP)     | 1 164        | 3,92         |             |             |  |
|                | Tairapa Vairaatoa              | Divers gauche (FTPM)     | 515          | 1,73         |             |             |  |
|                | Oscar Temaru                   | Régionaliste (FLP)       | 503          | 1,69         |             |             |  |
|                | I. Tari                        | Divers gauche            | 426          | 1,43         |             |             |  |
|                | Jean-Baptiste Céran-Jérusalémy | Divers gauche            | 271          | 0,91         |             |             |  |
|                |                                |                          |              |              |             |             |  |
| Inscrits       | Inscrits                       | Inscrits                 | 52 681       | 100,00       | 52 680      | 100,00      |  |
| Abstentions    | Abstentions                    | Abstentions              | 22 692       | 43,07        | 22 134      | 42,02       |  |
| Votants        | Votants                        | Votants                  | 29 989       | 56,93        | 30 546      | 57,98       |  |
| Blancs et nuls | Blancs et nuls                 | Blancs et nuls           | 279          | 0,93         | 593         | 1,94        |  |
| Exprimés       | Exprimés                       | Exprimés                 | 29 710       | 99,07        | 29 953      | 98,06       |  |

### Élections de 1988
| Candidat       | Candidat                          | Parti                            | Premier tour | Premier tour | Second tour | Second tour |  |
| Candidat       | Candidat                          | Parti                            | Voix         | %            | Voix        | %           |  |
| -------------- | --------------------------------- | -------------------------------- | ------------ | ------------ | ----------- | ----------- |  |
|                | Alexandre Léontieff sortant réélu | Divers droite                    | 13 225       | 40,88        | 19 331      | 64,4        |  |
|                | Édouard Fritch sortant            | Divers droite                    | 7 960        | 24,6         | 10 687      | 35,6        |  |
|                | Oscar Temaru                      | Régionaliste (Tavini huiraatira) | 4 587        | 14,18        |             |             |  |
|                | Patrick Revault                   | Divers gauche (Maj. prés.)       | 2 174        | 6,72         |             |             |  |
|                | Jacquie Graffe                    | UDF (PR)                         | 2 067        | 6,39         |             |             |  |
|                | Monil Tetuanui                    | Divers gauche (Maj. prés.)       | 1 425        | 4,4          |             |             |  |
|                | Enrique Braun Ortega              | Divers gauche (Maj. prés.)       | 916          | 2,83         |             |             |  |
|                |                                   |                                  |              |              |             |             |  |
| Inscrits       | Inscrits                          | Inscrits                         | 64 105       | 100,00       | 64 080      | 100,00      |  |
| Abstentions    | Abstentions                       | Abstentions                      | 31 339       | 48,89        | 33 209      | 51,82       |  |
| Votants        | Votants                           | Votants                          | 32 766       | 51,11        | 30 871      | 48,18       |  |
| Blancs et nuls | Blancs et nuls                    | Blancs et nuls                   | 412          | 1,26         | 853         | 2,76        |  |
| Exprimés       | Exprimés                          | Exprimés                         | 32 354       | 98,74        | 30 018      | 97,24       |  |

Le suppléant d'Alexandre Leontieff était Jean Juventin, instituteur, maire de Papeete, député sortant.

### Élections de 1993
| Candidat       | Candidat                    | Parti                            | Premier tour | Premier tour | Second tour | Second tour |  |
| Candidat       | Candidat                    | Parti                            | Voix         | %            | Voix        | %           |  |
| -------------- | --------------------------- | -------------------------------- | ------------ | ------------ | ----------- | ----------- |  |
|                | Jean Juventin élu           | RPR                              | 13 822       | 33,41        | 23 963      | 55,7        |  |
|                | Oscar Temaru                | Régionaliste (Tavini huiraatira) | 11 205       | 27,09        | 19 056      | 44,3        |  |
|                | Alexandre Léontieff sortant | UDF (AD)                         | 7 781        | 18,81        |             |             |  |
|                | Jean-Marius Raapoto         | Divers droite                    | 2 593        | 6,27         |             |             |  |
|                | Pierre Dehors               | Divers gauche (Maj. prés.)       | 2 568        | 6,21         |             |             |  |
|                | Monil Tetuanui              | Régionaliste                     | 1 480        | 3,58         |             |             |  |
|                | Léon Ceran-Jerusalemy       | Régionaliste                     | 862          | 2,08         |             |             |  |
|                | Jacques Bryant              | Divers                           | 777          | 1,88         |             |             |  |
|                | François Nanai              | Régionaliste                     | 281          | 0,68         |             |             |  |
|                |                             |                                  |              |              |             |             |  |
| Inscrits       | Inscrits                    | Inscrits                         | 64 441       | 100,00       | 64 296      | 100,00      |  |
| Abstentions    | Abstentions                 | Abstentions                      | 22 474       | 34,88        | 20 201      | 31,42       |  |
| Votants        | Votants                     | Votants                          | 41 967       | 65,12        | 44 095      | 68,58       |  |
| Blancs et nuls | Blancs et nuls              | Blancs et nuls                   | 598          | 1,42         | 1 076       | 2,44        |  |
| Exprimés       | Exprimés                    | Exprimés                         | 41 369       | 98,58        | 43 019      | 97,56       |  |

### Élections de 1997
|                | Michel Buillard élu | RPR                              | 23 557 | 51,58  |  |  |  |
|                | Oscar Temaru        | Régionaliste (Tavini huiraatira) | 19 009 | 41,63  |  |  |  |
|                | Francis Stein       | Divers droite (Fetia Api)        | 1 857  | 4,07   |  |  |  |
|                | Jacky Bryant        | Les Verts                        | 853    | 1,87   |  |  |  |
|                | Eugène Pambrun      | FN                               | 391    | 0,86   |  |  |  |
|                |                     |                                  |        |        |  |  |  |
| Inscrits       | Inscrits            | Inscrits                         | 72 565 | 100,00 |  |  |  |
| Abstentions    | Abstentions         | Abstentions                      | 26 211 | 36,12  |  |  |  |
| Votants        | Votants             | Votants                          | 46 354 | 63,88  |  |  |  |
| Blancs et nuls | Blancs et nuls      | Blancs et nuls                   | 687    | 1,48   |  |  |  |
| Exprimés       | Exprimés            | Exprimés                         | 45 667 | 98,52  |  |  |  |

Le suppléant de Michel Buillard était Gaston Flosse.

### Élections de 2002
|                | Michel Buillard sortant réélu | UMP               | 27 098 | 61,96  |  |  |  |
|                | Marie-Laure Vanizette         | Divers droite     | 7 074  | 16,18  |  |  |  |
|                | Stanley Cross                 | Divers            | 5 755  | 13,16  |  |  |  |
|                | Jacky Bryant                  | Divers écologiste | 2 058  | 4,71   |  |  |  |
|                | Yves Conroy                   | Régionaliste      | 813    | 1,86   |  |  |  |
|                | Mary-Ann Galtier              | FN                | 663    | 1,52   |  |  |  |
|                | Lucien Teiki Sommers          | Divers            | 271    | 0,62   |  |  |  |
|                |                               |                   |        |        |  |  |  |
| Inscrits       | Inscrits                      | Inscrits          | 84 235 | 100,00 |  |  |  |
| Abstentions    | Abstentions                   | Abstentions       | 39 944 | 47,42  |  |  |  |
| Votants        | Votants                       | Votants           | 44 291 | 52,58  |  |  |  |
| Blancs et nuls | Blancs et nuls                | Blancs et nuls    | 559    | 1,26   |  |  |  |
| Exprimés       | Exprimés                      | Exprimés          | 43 732 | 98,74  |  |  |  |

La suppléante de Michel Buillard était Lucette Taero, psychologue scolaire, Présidente de l'Assemblée de Polynésie française, maire déléguée d'Afareaitu (Moorea-Maiao).

### Élections de 2007
| Candidat                          | Candidat                      | Parti                        | Premier tour | Premier tour | Second tour | Second tour |  |
| Candidat                          | Candidat                      | Parti                        | Voix         | %            | Voix        | %           |  |
| --------------------------------- | ----------------------------- | ---------------------------- | ------------ | ------------ | ----------- | ----------- |  |
|                                   | Michel Buillard sortant réélu | UMP                          | 21 789       | 41,52        | 32 459      | 54,07       |  |
|                                   | Oscar Temaru                  | Régionaliste (PS)            | 21 070       | 40,15        | 27 569      | 45,93       |  |
|                                   | Jean-Christophe Bouissou      | Divers droite (Rautahi)      | 4 298        | 8,19         |             |             |  |
|                                   | Nicole Bouteau                | Divers (No oe e te nunaa)    | 3 809        | 7,26         |             |             |  |
|                                   | Thilda Fuller                 | Régionaliste (Fetia Api)     | 452          | 0,86         |             |             |  |
|                                   | Patrick Leboucher             | Divers gauche                | 383          | 0,76         |             |             |  |
|                                   | Yves Conroy                   | Divers gauche                | 265          | 0,50         |             |             |  |
|                                   | Monil Tetuanui                | Régionaliste                 | 223          | 0,42         |             |             |  |
|                                   | Orama Manutahi                | Régionaliste (Porinetia Ora) | 189          | 0,36         |             |             |  |
|                                   | Angèle Tehoiri                | Divers gauche (PSP)          | 3            | 0,01         |             |             |  |
|                                   | Henry Matahi Hiro             | Divers gauche (HIO)          | 0            | 0,01         |             |             |  |
|                                   |                               |                              |              |              |             |             |  |
| Inscrits                          | Inscrits                      | Inscrits                     | 93 813       | 100,00       | 93 812      | 100,00      |  |
| Abstentions                       | Abstentions                   | Abstentions                  | 40 919       | 43,62        | 32 936      | 35,11       |  |
| Votants                           | Votants                       | Votants                      | 52 894       | 56,38        | 60 876      | 64,89       |  |
| Blancs et nuls                    | Blancs et nuls                | Blancs et nuls               | 413          | 0,78         | 848         | 1,39        |  |
| Exprimés                          | Exprimés                      | Exprimés                     | 52 481       | 99,22        | 60 028      | 98,61       |  |
| Source : Ministère de l'Intérieur |                               |                              |              |              |             |             |  |

### Élections de 2012
| Inscrits                 | Inscrits                 | Inscrits                 | 67 132    |             |  |  |
| Abstentions              | Abstentions              | Abstentions              | 36 386    | 54,2 %      |  |  |
| Votants                  | Votants                  | Votants                  | 30 746    | 45,8 %      |  |  |
|                          |                          |                          |           |             |  |  |
| Bulletins enregistrés    | Bulletins enregistrés    | Bulletins enregistrés    | 30 746    |             |  |  |
| Bulletins blancs ou nuls | Bulletins blancs ou nuls | Bulletins blancs ou nuls | 560       | 1,82 %      |  |  |
| Suffrages exprimés       | Suffrages exprimés       | Suffrages exprimés       | 30 186    | 98,18 %     |  |  |
|                          |                          |                          |           |             |  |  |
|                          | Candidat                 | Parti                    | Suffrages | Pourcentage |  |  |
|                          | Édouard Fritch           | DVD                      | 11 055    | 36,62 %     |  |  |
|                          | Pierre Frébault          | REG                      | 5 524     | 18,3 %      |  |  |
|                          | Louis Frebault           | DVG                      | 2 758     | 9,14 %      |  |  |
|                          | Nicole Bouteau           | MODEM                    | 2 548     | 8,44 %      |  |  |
|                          | Philip Schyle            | DVD                      | 2 533     | 8,39 %      |  |  |
|                          | Quito Braun-Ortega       | DVD                      | 1 258     | 4,17 %      |  |  |
|                          | Teaki Dupont-Teikivaeoho | PRV                      | 1 131     | 3,75 %      |  |  |
|                          | Poema Tang-Pidoux        | UMP                      | 931       | 3,08 %      |  |  |
|                          | Pierre Marchesini        | DIV                      | 421       | 1,39 %      |  |  |
|                          | Karl Reguron             | EELV                     | 408       | 1,35 %      |  |  |
|                          | Pita Bennett             | DLR                      | 374       | 1,24 %      |  |  |
|                          | Teiva Forteleoni         | DIV                      | 359       | 1,19 %      |  |  |
|                          | Tevahine Mairoto         | DVD                      | 311       | 1,03 %      |  |  |
|                          | Robert Anania            | DVD                      | 249       | 0,82 %      |  |  |
|                          | Ronald Terorotua         | DVG                      | 222       | 0,74 %      |  |  |
|                          | Gustave Heitaa           | FDG                      | 104       | 0,34 %      |  |  |

### Élection partielle de 2014
| Candidat       | Candidat        | Parti                     | Premier tour | Premier tour | Second tour | Second tour |  |
| Candidat       | Candidat        | Parti                     | Voix         | %            | Voix        | %           |  |
| -------------- | --------------- | ------------------------- | ------------ | ------------ | ----------- | ----------- |  |
|                | Maina Sage élue | Tahoeraa                  | 12 677       | 52,96        | 16 380      | 58,02       |  |
|                | Tauhiti Nena    | UPLD                      | 7 951        | 33,22        | 11 850      | 41,98       |  |
|                | Debora Kimitete | Divers (A Ti'a Porinetia) | 2 733        | 11,42        |             |             |  |
|                | Tati Salmon     | EÉLV                      | 440          | 1,84         |             |             |  |
|                | Gustave Heitaa  | Divers                    | 136          | 0,57         |             |             |  |
|                |                 |                           |              |              |             |             |  |
| Inscrits       | Inscrits        | Inscrits                  | 70 324       | 100,00       | 70 310      | 100,00      |  |
| Abstentions    | Abstentions     | Abstentions               | 46 173       | 65,66        | 41 646      | 59,23       |  |
| Votants        | Votants         | Votants                   | 24 151       | 34,34        | 28 664      | 40,77       |  |
| Blancs et nuls | Blancs et nuls  | Blancs et nuls            | 214          | 0,89         | 434         | 1,51        |  |
| Exprimés       | Exprimés        | Exprimés                  | 23 937       | 99,11        | 28 230      | 98,49       |  |

En dépit de son score de 52,96 % des suffrages exprimés au premier tour, Maina Sage n'ayant pas recueilli les suffrages de 25 % des inscrits, un second tour est organisé le samedi 28 juin, à l'issue duquel elle est élue.

#### Carte des résultats

Résultats par communes ou îles au 1er tour.
Résultats par communes ou îles au 2e tour.

### Élection de 2017
|                                                                                        | |                          |                          |                          |                          |
|                                                                                        | | Premier tour 3 juin 2017 | Premier tour 3 juin 2017 | Second tour 17 juin 2017 | Second tour 17 juin 2017 |
|                                                                                        | |                          |                          |                          |                          |
|                                                                                        | | Nombre                   | % des inscrits           | Nombre                   | % des inscrits           |
| Inscrits                                                                               | Inscrits                                                                                                  | 72 597                   | 100,00                   | 72 585                   | 100,00                   |
| Abstentions                                                                            | Abstentions                                                                                               | 42 319                   | 58,29                    | 39 125                   | 53,90                    |
| Votants                                                                                | Votants                                                                                                   | 30 278                   | 41,71                    | 33 460                   | 46,10                    |
|                                                                                        | |                          | % des votants            |                          | % des votants            |
| Bulletins blancs                                                                       | Bulletins blancs                                                                                          | 347                      | 1,15                     | 666                      | 1,99                     |
| Bulletins nuls                                                                         | Bulletins nuls                                                                                            | 272                      | 0,90                     | 719                      | 2,15                     |
| Suffrages exprimés                                                                     | Suffrages exprimés                                                                                        | 29 659                   | 97,96                    | 32 075                   | 95,86                    |
|                                                                                        | |                          |                          |                          |                          |
| Candidat Étiquette politique (partis et alliances)                                     | Candidat Étiquette politique (partis et alliances)                                                        | Voix                     | % des exprimés           | Voix                     | % des exprimés           |
|                                                                                        | |                          |                          |                          |                          |
|                                                                                        | Maina Sage (députée sortante) Union des démocrates et indépendants (Tapura huiraatira - Les Républicains) | 13 626                   | 45,94                    | 21 928                   | 68,36                    |
|                                                                                        | Moana Greig Divers droite (Tahoeraa huiraatira)                                                           | 7 717                    | 26,02                    | 10 147                   | 31,64                    |
|                                                                                        | Richard Ariihau Tuheiava Régionaliste                                                                     | 4 764                    | 16,06                    |                          |                          |
|                                                                                        | Tauhiti Nena Divers gauche (Tau hotu rau)                                                                 | 2 070                    | 6,98                     |                          |                          |
|                                                                                        | Karl Reguron Écologiste (Heiura - Les Verts)                                                              | 504                      | 1,70                     |                          |                          |
|                                                                                        | Éric Minardi Front national                                                                               | 434                      | 1,46                     |                          |                          |
|                                                                                        | Jean-Marie Bruneau La France insoumise                                                                    | 408                      | 1,38                     |                          |                          |
|                                                                                        | Michel Ramel Divers (Union populaire républicaine)                                                        | 136                      | 0,46                     |                          |                          |
| Source : Ministère de l'Intérieur - Première circonscription de la Polynésie française | |                          |                          |                          |                          |

### Élection de 2022
| Candidat                 | Candidat                 | Parti et coalition       | Nuance                   | Premier tour | Premier tour | Second tour | Second tour |
| Candidat                 | Candidat                 | Parti et coalition       | Nuance                   | Voix         | %            | Voix        | %           |
| ------------------------ | ------------------------ | ------------------------ | ------------------------ | ------------ | ------------ | ----------- | ----------- |
|                          | Nicole Bouteau           | Tapura (ENS)             | ENS                      | 12 970       | 41,90        | 18 851      | 49,12       |
|                          | Tematai Le Gayic         | Tavini (NUPES)           | REG                      | 6 224        | 20,11        | 19 523      | 50,88       |
|                          | Pascale Haiti            | Amuitahiraa (UDC)        | DVD                      | 4 454        | 14,39        |             |             |
|                          | Félix Tokoragi           | A here ia                | DVD                      | 2 979        | 9,62         |             |             |
|                          | Tauhiti Nena             | HMT                      | REG                      | 1 961        | 6,33         |             |             |
|                          | Jacky Bryant             | Heiura                   | ECO                      | 1 003        | 3,24         |             |             |
|                          | Jean-Paul Theron         | SE                       | DIV                      | 747          | 2,41         |             |             |
|                          | Laurence Piercy          | PA                       | ECO                      | 533          | 1,72         |             |             |
|                          | Willy Cadousteau         | Here ai'a                | REG                      | 85           | 0,27         |             |             |
|                          |                          |                          |                          |              |              |             |             |
| Votes valides            | Votes valides            | Votes valides            | Votes valides            | 30 956       | 98,33        | 38 374      | 97,82       |
| Votes blancs             | Votes blancs             | Votes blancs             | Votes blancs             | 277          | 0,88         | 470         | 1,20        |
| Votes nuls               | Votes nuls               | Votes nuls               | Votes nuls               | 248          | 0,79         | 384         | 0,98        |
| Total                    | Total                    | Total                    | Total                    | 31 481       | 100          | 39 228      | 100         |
| Abstention               | Abstention               | Abstention               | Abstention               | 40 695       | 56,38        | 32 942      | 45,65       |
| Inscrits / participation | Inscrits / participation | Inscrits / participation | Inscrits / participation | 72 176       | 43,62        | 72 176      | 54,35       |

#### Carte des résultats

Résultats par communes ou îles au 1er tour.
Résultats par communes ou îles au 2e tour.

### Élection de 2024
|                          | Moerani Frébault         | Tapura (Amui Tatou)      | DVD                      | 18 456 | 53,85 |
|                          | Tematai Le Gayic         | Tavini (NFP)             | REG                      | 12 243 | 35,72 |
|                          | Raihere Heaux            | Te Nati                  | RN                       | 2 168  | 6,33  |
|                          | Jacky Bryant             | Heiura                   | ECO                      | 1 404  | 4,10  |
|                          |                          |                          |                          |        |       |
| Votes valides            | Votes valides            | Votes valides            | Votes valides            | 34 271 | 98,62 |
| Votes blancs             | Votes blancs             | Votes blancs             | Votes blancs             | 277    | 0,80  |
| Votes nuls               | Votes nuls               | Votes nuls               | Votes nuls               | 204    | 0,59  |
| Total                    | Total                    | Total                    | Total                    | 34 752 | 100   |
| Abstention               | Abstention               | Abstention               | Abstention               | 39 024 | 52,90 |
| Inscrits / participation | Inscrits / participation | Inscrits / participation | Inscrits / participation | 73 776 | 47,10 |

#### Département de la Polynésie française
- « Tous les députés du département de la Polynésie française depuis 1789 », sur assemblee-nationale.fr, site de l'Assemblée nationale française (consulté le 10 juin 2007)

- « Informations contentieuses sur le département de la Polynésie française (Élections législatives de 2002) »(Archive.org • Wikiwix • Archive.is • Google • Que faire ?), sur conseil-constitutionnel.fr, site du Conseil constitutionnel (consulté le 13 juin 2007)

#### Circonscriptions en France
- « Carte des circonscriptions législatives en France », sur assemblee-nationale.fr, site de l'Assemblée nationale française (consulté le 20 juin 2007)

- « Résultats électoraux officiels en France »(Archive.org • Wikiwix • Archive.is • Google • Que faire ?), sur interieur.gouv.fr, site du Ministère de l'Intérieur (France) (consulté le 13 juin 2007)

- Description et Atlas des circonscriptions électorales de France sur http://www.atlaspol.com, Atlaspol, site de cartographie géopolitique, consulté le 13 juin 2007.